# Donji Vučkovići
Donji Vučkovići – wieś w Chorwacji, w żupanii primorsko-gorskiej, w mieście Vrbovsko. W 2011 roku liczyła 17 mieszkańców.